# Хамелеонові
Хамелеонові (Chamaeleoninae) — підродина ящірок з родини Хамелеонів. Має 7 родів.

## Опис
Підродина об'єднує великих хамелеонів, які сягають до 60 см. У великих видів спостерігається диморфізм. Самці більше за самиць, мають довгі роги і шоломи, які слугують їм для герців. Тулуб сильно стиснутий із боків, із короткою шиєю та, зазвичай, чіпким хвостом. Ноги довгі, п'ятипалі, валькуваті. Пальці розташовані протиставленими групами по 2-3 у шкіряних чохлах, так що стопа та кісті перетворені у своєрідні клешні. Кігті гострі. Хвіст товстий, чіпкий, закручений спіраллю.
Очі великі,округлі з товстими зрослими, кільчастими повіками, які суцільно вкриті лускою, маленьким отвором для зіниці. Язик довгий, круглястий. Здатний далеко викидатися для захоплення здобичі. Колір шкіри може швидко мінятися. Яскраве забарвлення притаманна в період розмноження або ж у разі демонстрації загрози.

## Спосіб життя
Полюбляють лісисту місцину, чагарники. Це одинаки. Харчуються комахами, але великі види можуть поїдати яйця та птахів. При пересуванні хамелеони погойдуються вперед-назад перед тим, як зробити крок. 
Це здебільшого яйцекладні ящірки, лише деякі види яйцеживородні.

## Розповсюдження
Мешкають в Африці південній Іспанії, Малій Азії, Аравії, Індії та Шрі-Ланці.

## Роди
- Bradypodion
- Calumma
- Chamaeleo
- Furcifer
- Kinyongia
- Nadzikambia
- Trioceros